# The Abyss (Band)
The Abyss war ein Black-Metal-Seitenprojekt der Band Hypocrisy. Es wurde 1994 von Peter Tägtgren, Lars Szöke und Mikael Hedlund gegründet und stand bei Nuclear Blast unter Vertrag.

## Bandgeschichte
Die Bandmitglieder hatten andere Positionen, als in ihrer Hauptband Hypocrisy. So wechselte Peter Tägtgren an das Schlagzeug und übernahm den Bass. Der Hypocrisy-Schlagzeuger Lars Szöke wechselte an die Gitarre, genau wie Bassist Mikael Hedlund.
Das Debütalbum The Other Side erschien am 10. März 1995. Ein Jahr später erschien Summon the Beast. Beide Alben wurden 2001 in einem Digipack zusammengefasst. 1998 beteiligte sich die Band mit Armageddon an einem Tributalbum für Bathory mit dem Titel In Conspiracy with Satan. Anschließend konzentrierte man sich wieder auf die Hauptband.

## Musikstil
Das erste Album The Other Side war stark an dem Thrash/Black Metal der ersten Welle, wie zum Beispiel Bathory, angelehnt. Das nächste Album Summon the Beast war stärker am schwedischen Black Metal um Bands wie Dark Funeral und Marduk orientiert und im Up-tempo-Bereich gehalten.

## Diskografie
- 1995: The Other Side (Nuclear Blast)
- 1996: Summon the Beast (Nuclear Blast)
- 1998: Armageddon auf In Conspiracy with Satan – A Tribute to Bathory (No Fashion Records, Hellspawn Records)